# Arab Sibghatullah
Arab Sibghatullah (4 de julho de 2001) é um judoca afegão. Competiu nos Jogos Olímpicos de Verão de 2024 em Paris na categoria até 81Kg pela equipe de atletas refugiados. Foi eliminado na segunda fase pelo belga Matthias Casse.
O percurso de Sibghatullah no judo começou no Afeganistão aos oito anos de idade. Depois de integrar a equipe nacional de juniores aos 19 anos, fugiu do seu país, viajando pelo Irão, Turquia e outros, estabelecendo-se finalmente na Alemanha em 2022. Como Bolseiro Atleta Refugiado, treina em Mönchengladbach e Colônia, tendo garantido o sétimo lugar no Open Europeu de Madrid de 2023. Dá prioridade à consistência, nunca faltando a uma sessão de ginásio.